# Princess Grace Irish Library
Die Princess Grace Irish Library ist eine monegassische Bibliothek, die nach der verunglückten Ehefrau von Rainier III., Grace Kelly, benannt wurde. Sie befindet sich in der 9 Rue Princesse Marie-de-Lorraine.

## Gründung und Bestand
Grace Kelly, wenngleich US-Amerikanerin von Geburt, hatte irische Vorfahren im County Mayo. Die Sammlung irischer Literatur besteht aus der persönlichen Sammlung von Grace Kelly. Im November 1984 gründete Rainier III. die Bibliothek zur Erinnerung an seine verstorbene Frau. Er wurde dabei von Anthony Burgess  unterstützt. Die ca. 12.000 Bücher umfassen insbesondere Werke der irischen Literatur des 20. Jahrhunderts (sog. Irish Literary Revival oder Celtic Twilight). Es sind Repliken der Annalen der vier Meister und des Book of Kells sowie Erstausgaben von Ulysses und ein alter spanischer Atlas von Irland vorhanden.
Neben den Büchern sind zahlreiche Porträts von Grace Kelly von Künstlern wie Mohamed Drisi, Jack Yeats, Louis le Brocquy, Jack Murray und Claire D’Arcy zu sehen. Die Princess Grace Irish Library pflegte lange Zeit die Referenzdatenbank für irische Literatur, diese wird heute von Dr. Bruce Stewart betrieben.

## Veranstaltungen
Regelmäßig werden in der Bibliothek öffentliche Lesungen, Buchvorstellungen, Konferenzen oder Symposien abgehalten.

## Writer in Residence
Der Ireland Fund of Monaco bietet Stipendien für in Irland geborene oder lebende Schriftsteller oder Akademiker für einen einmonatigen Aufenthalt in der Princess Grace Irish Library, um ein aktuelles Projekt zu verfolgen. Die Stipendien werden im Frühjahr und im Herbst vergeben.